# 540 Rosamunde
Az 540 Rosamunde egy a Naprendszer kisbolygói közül, amit Max Wolf fedezett fel 1904. augusztus 3-án.